# Salim Başol
Salim Başol (* 1905 in Yozgat; † 28. Februar 1990) war ein türkischer Jurist, ordentliches Mitglied des Verfassungsgerichts und vorsitzender Richter in den Yassıada-Prozessen.

## Leben
Başol schloss 1928 sein Studium der Rechtswissenschaften an der Universität Ankara ab und wurde im Jahr 1930 zum Richter in Niksar berufen. In der Folgezeit war er in mehreren Landkreisen als Strafrichter, später als Mitglied und Präsident der Großen Strafkammer Istanbul tätig.
Am 10. November 1949 wurde Başol zum Mitglied des Kassationshofs ernannt und dort am 18. Dezember 1954 zum Vizepräsidenten gewählt. Während er den Vorsitz im ersten Strafsenat des Kassationshofs innehatte, ernannte ihn das Komitee der Nationalen Einheit nach dem Militärputsch vom 27. Mai 1960 zum vorsitzenden Richter in den Yassıada-Prozessen.
Nach diesen Prozessen kehrte er als Richter an den Kassationshof zurück, wurde am 2. Mai 1962 zum ordentlichen Mitglied des Verfassungsgerichts ernannt und war dort bis zu seinem Eintritt in den Ruhestand am 14. Juli 1970 tätig.
| Personendaten    | Personendaten                                                        |
| ---------------- | -------------------------------------------------------------------- |
| NAME             | Başol, Salim                                                         |
| KURZBESCHREIBUNG | türkischer Jurist und vorsitzender Richter in den Yassıada-Prozessen |
| GEBURTSDATUM     | 1905                                                                 |
| GEBURTSORT       | Yozgat                                                               |
| STERBEDATUM      | 28. Februar 1990                                                     |